# Paul Otlet
Paul Otlet (23. srpna 1868, Brusel – 10. prosince 1944, Brusel) byl belgický právník, spisovatel, podnikatel, vědecký vizionář, internacionalista a mírový aktivista. Mluvil francouzsky. Svou celoživotní prací ve spojení s Henri La Fontainem položil teoretické základy pro dokumentalistiku, která předcházela vzniku informační vědy ve dvacátém století. Je autorem Mezinárodního desetinného třídění (MDT). Prosadil standardní rozměry kartotéčních lístků 3×5″. Byl politicky mezinárodně činný, zasazoval se o světový mír. Otlet je považován za významného teoretika v technologické oblasti výzkumu a vývoje nových zařízení.

## Život

### Osobnost
Paul Marie Ghislain Otlet se narodil jako první dítě do prominentní a zámožné bruselské rodiny. Jeho matka zemřela ve věku 24 let (1871), když Paulovi byly tři roky. Jeho otec Édouard se znovu oženil. Mládí strávil ve společnosti učitelů. Navštěvoval soukromé hodiny. Od jedenácti do sedmadvaceti let si vedl deník. Ve dvanácti letech nastoupil na jezuitskou střední školu. V mládí mu rodina poskytla dostatečné finanční zázemí, ale jeho otec později zkrachoval. Paul se svými sourozenci rodinný podnik převzal a krátce ho dokonce vedl. Díky tomu mohl studoval na několika univerzitách (Catholic University of Leuven, Université Libre de Bruxelles) a v roce 1890 získal právnický titul. Právnickou praxi však vykonával krátce. Vášní mu byla bibliografie, ke které směřoval celý svůj profesní život. Byl dvakrát ženatý. První manželku, Fernande Gloner, si vzal brzy po promoci. Rozvedl se s ní rok po smrti svého otce, v roce 1908. Znovu se oženil o čtyři roky později s Cato Van Nederhesselt, která ho podporovala po zbytek života. Z těchto manželství měl dva syny (Marcel a Jean), kteří oba sloužili během první světové války v belgické armádě. Jean zahynul v bitvě u Yser.
To mohl být jeden z důvodů Otletových mírových agitací. Zasazoval se o ukončení války a založení různých mezinárodních institucí, které by zabránily dalším konfliktům. Byl ovlivněn myšlenkou centralizmu a pozitivistickým hnutím v začátcích dvacátého století. Otlet je historiky často označován jako idealista a pacifista. Podle Otleta dosáhlo lidstvo bodu globální vzájemné závislosti již na počátku dvacátého století. Důkazem byla první světová válka a vznik OSN. Otlet byl toho názoru, že vědomí a chování člověka je určeno společenskými podmínkami (sociologický determinismus).
Dne 14. května 1943 zemřel Henri La Fontaine. Paul Otlet umírá v Bruselu o rok později, 10. prosince 1944.

### Kariéra
Již před vypuknutím první světové války se jako konzultant pro Mezinárodní zemědělský institut aktivně zajímal o informační a knihovní služby. Po mnoho let sloužil jako prezident Union of the Periodical Press. V roce 1890 se Otlet seznámil s právníkem Henri La Fontainem, jenž mu byl nejbližším spolupracovníkem po celý život. Jejich internacionální smýšlení realizovali na půdě League of Nations v Mezinárodním výboru pro duševní spolupráci. Ten byl poradním výborem pro podporu mezinárodní kulturní a informační výměny. Dalšími členy byly například Albert Einstein a Thomas Mann. Roku 1914 publikoval svou knihu Konec války, kde definoval světovou chartu lidských práv jako základ pro mezinárodní federace. V roce 1933, navrhoval Otlet poblíž Antverp založit Světové město.
Roku 1907, v návaznosti na Mezinárodní konferenci, založili Otlet a La Fontaine v Bruselu nevládní a nezávislý Výzkumný ústav a dokumentární středisko. V roce 1910 při příležitosti Světové výstavy se z něj stala přejmenováním Unie mezinárodních asociací.

## Dokumentalistika a informační věda

### FID
Již od roku 1890, kdy se Otlet a La Fontaine seznámili, spočívala jejich práce ve zdokonalování a tvorbě nové bibliografické koncepce. Otlet byl přesvědčen, že k efektivnímu šíření a využití lidských znalostí je nutné založit agentury a instituce na mezinárodní úrovni a zavést nové druhy metod pro zpracovávání a práci s dokumenty. Pokud by se tato problematika neřešila na mezinárodním poli, nebylo by možné takovéto efektivity dosáhnout.
V roce 1895 zakládají v Bruselu společně Mezinárodní bibliografický institut. Ten se v roce 1931 přejmenoval na Mezinárodní institut pro dokumentaci, o 6 let později změnil název na Mezinárodní federaci pro dokumentaci a až roku 1988 je znám pod současným názvem Mezinárodní federace pro informace a dokumentaci (dále jen FID).
Hlavním cílem FID bylo zpracování kompletní světové bibliografie, což se nepodařilo. Při tomto procesu však vzniklo MDT.
Již v této době Otlet občas užíval pojem informace, ale ten se příliš neuchytil a pojem "dokument" dále dominoval odborným kruhům. Odborná terminologie informační vědy, která je užívána dnes, vznikla již v průběhu prvních let fungování FID.

### Dokumentalistika
V rámci jejich práce a činnosti dalších vědců a knihovníků kolem FID vzniká nový obor dokumentalistika (documentation science nebo jen documentation). S názvem přišel sám Otlet v roce 1907. Předmětem této vědy je dokument – souhrnný název pro celou řadu nově vznikajících hmotných nosičů informací. Dokument může mít různou formu: psaný text, obraz, mapy, fotografie, diagramy, schémata, tabulky, kresby, rytiny, audio. Podle Michaela Bucklanda byl Otlet známý pro prosazování svého názoru, že jako dokument by měl být považován i třídimenzionální objekt, například socha. Zkrátka vše, co něco dokumentuje, je dle Otleta dokument. Suzanne Briet vyvolala později, v roce 1928, ještě mohutnější diskuze, když za dokument označila i živé tvory, například zvířata v zoo. Ta slouží jako exponáty. Briet určila čtyři pravidla, která dokument musí splňovat. Jedním z nich je fenomenologická pozice: objekt musí být jako dokument vnímán pozorovatelem. Dokumentalisté vnímali dokument jako organismus, který není omezen svým hmotným nosičem nebo autorem.
Práce dokumentalistů spočívala v rozdílné činnosti od sféry vědy a výzkumu, ale vzájemně se doplňovaly. Dokumentalisté přistupují šířeji k organizaci znalostí a jejich zpracování tak, jak to chápe dnešní informační věda. V počátcích byla dokumentalistika spjata spíše se specializovanými knihovními disciplínami, zaměřovala se na vědecké a technické dokumenty. Proti tehdejší komunitě dokumentalistů (před a po druhé světové válce) chápal Otlet předmět dokumentalistiky a pojem dokumentu šířeji. Dokumentalistika podle něj zúžila svou oblast zájmu z dříve příliš obecných myšlenek a začala se vědečtěji vymezovat. To byl samozřejmě dlouhodobý proces, spojený s řadou studií a výměnou názorů odborníků. Proto byl Otletův koncept pochopen až později.
Za hlavní nedostatek v procesu organizace informací považoval tvorbu duplicitních záznamů a kritizoval nedostatečnou systematičnost. Paul Otlet přišel jako první s pojmem konzultace jako referenční informační služby. Podle Bucklanda a Liu, dokumentalistika představuje "nový způsob myšlení o tom, co dnes nazýváme informační vědou". Informační věda jako obor je znám až od roku 1968, kdy jí dala vzniknout právě dokumentalistika.

### Monografický princip
Snaha dokumentalistů je oprostit obsah dokumentu od jejich hmotné reprezentace a pracovat s jednotlivými fakty samostatně. To umožní přesnější řazení a výběr informací a vede k rychlejší a efektivnější nalezitelnosti nových poznatků uživatelem. Dokument je analyticky rozdělen do elementárních částí, kdy každá reprezentuje jednu myšlenku. Každá část je umístěna na samostatný kartotéční lístek nebo stranu standardizovaných rozměrů.

## MDT
Paul Otlet je autorem Mezinárodního desetinného třídění. Jedná se o univerzální, mezinárodně srozumitelný selekční jazyk, umožňující indexaci a vyhledávání dokumentů a jednotlivých informací v nich. MDT je založeno na kombinaci taxonomického třídění dle tématu a klasifikaci dokumentů dle faset, kterou rozšířil indický knihovník S. R. Ranganathan. Oproti Deweyho desetinnému třídění (DDC) a klasifikaci americké Library of Congress (LCC) lze dokument umístit do více než jedné organizační kategorie.
Podnětem k vytvoření MDT bylo přizpůsobení klasifikačního systému evropským poměrům. Dalším důvodem byla skutečnost, že na přelomu devatenáctého a dvacátého století vzniká velké množství vědeckých spolků, zakládajících odborné časopisy. To vyústilo k potřebě vytvoření lepších nástrojů pro snadnou nalezitelnost publikací kolegů z výzkumné sféry.
Systém byl vyvíjen více než 10 let ve spolupráci s vědci a akademiky napříč světem, z nichž někteří byli laureáty Nobely ceny. S vývojem MDT začali v roce 1896. První neúplná verze vyšla roku 1904. Plnou verzi publikoval Otlet v roce 1905 a do roku 1907 vycházely významnější dodatky. Dokumentace k systému zahrnovala více než dva tisíce stran textu.
Postupně se MDT rozšířilo po celém světě a bylo přeloženo do více než třiceti jazyků, což je jeden z důvodů jeho popularity mimo Spojené státy a Británii. Dewey umožnil Otletovi vycházet z jeho systému pod podmínkou, že v následujících desetiletích nebude přeložen do anglického jazyka, aby nemohl ohrozit pozici jeho vlastního systému v angloamerických zemích. Dnes MDT zahrnuje více než 62 000 samostatných klasifikací.

### Hlavní kategorie MDT

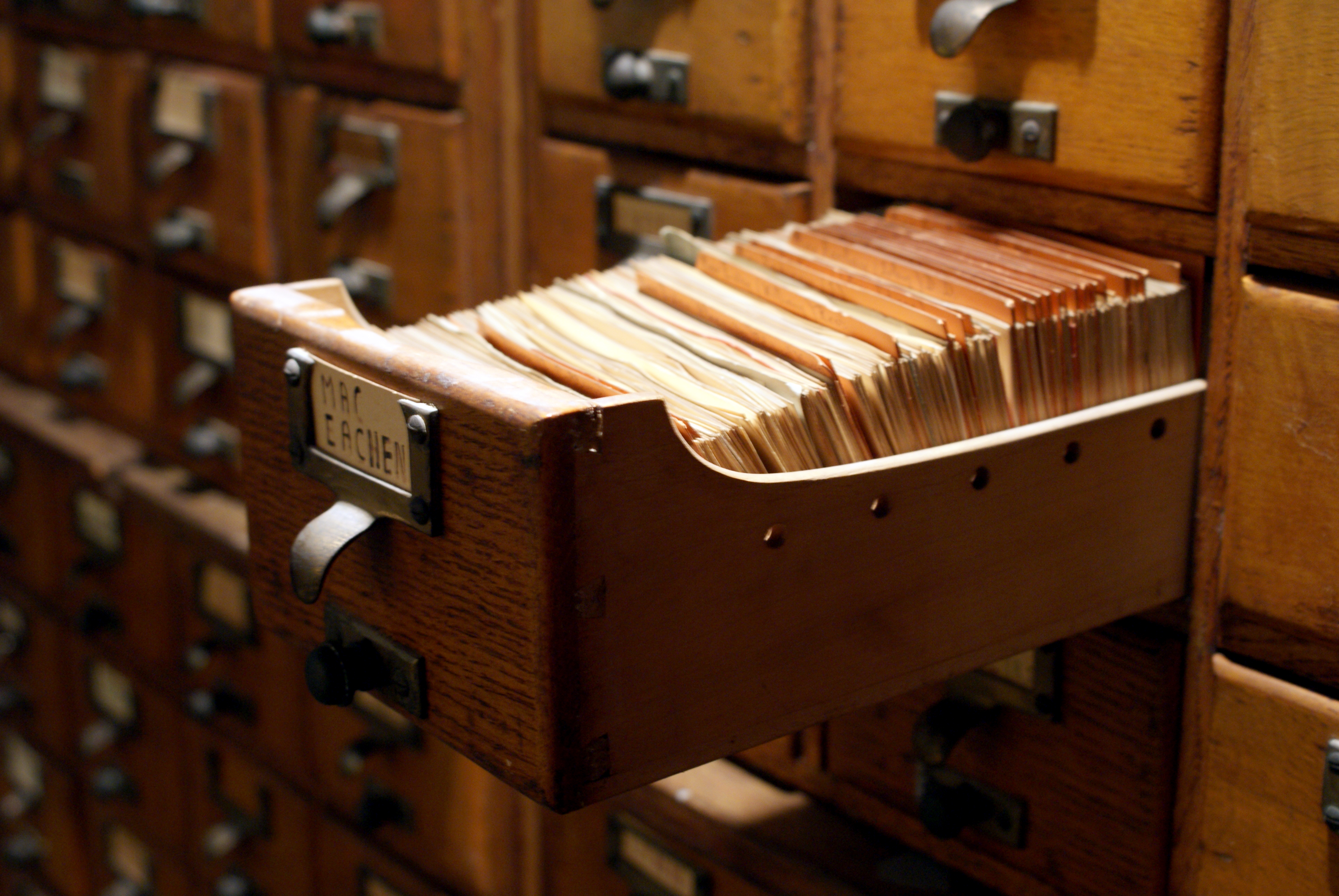
Kartotéční MDT řazení ve Světovém paláci

0. Všeobecnosti
1. Filozofie, psychologie
2. Náboženství
3. Společenské vědy, sociologie, statistika, demografie, politika, ekonomické vědy, právo, správa, sociální péče, vzdělávání, národopis
4. nyní volná
5. Matematika. Přírodní vědy
6. Užité vědy. Lékařství. Technika, zemědělství, doprava, řízení průmyslu
7. Umění. Sport. Hry
8. Jazykověda. Filologie. Literatura
9. Geografie. Životopisy. Dějiny

## Mundaneum
Po první světové válce, v roce 1919, se Otlet s La Fontainem rozhodli realizoval myšlenku výstavby instituce, která by spravovala světovou databázi znalostí. Belgická vláda poskytla levé křídlo vládní budovy v Bruselu. Tak vznikl Světový palác neboli Mundaneum. V počátcích fungování FID (ještě když šlo o IIB), hostily tento institut právě prostory Mundanea. Podpora vlády trvala jen tři roky, v roce 1922 byl uzavřen. Na agitaci obou vědců byl později znovu otevřen. Vláda opět přestala financovat projekt v roce 1934 a Mundaneum bylo uzavřeno veřejnosti až do roku 1940, kdy Německo napadlo Belgii a značná část sbírky byla zničena. Roku 1941 byl zbytek sbírky přesunut do budovy bývalého institutu anatomie, Parc Léopold. V průběhu a po konci druhé světové války byla činnost paláce ukončena. Projekt definitivně ztratil podporu vlády i akademiků, jelikož Otletovy myšlenky byly na jeho dobu příliš grandiózní a nejasné. V polovině osmdesátých let se objevila myšlenka znovuotevření Mundanea jako muzea a archivu věnovaného Otletovi. Konečně v polovině devadesátých let začala skupina dobrovolníků myšlenku uskutečňovat. Bylo slavnostně otevřeno roku 1998 v belgickém Mons. Společnost Google v roce 2012 vytvořila na webových stránkách instituce virtuální prohlídku.
V době největší slávy disponovalo Mundaneum sbírkou sta tisíc souborů a milionu fotografií. Počet registračních karet se v roce 1927 vyšplhal na 13 milionů. Byly uloženy v dřevěných zásuvkách ve speciálních skříních. Řazeny byly dle MDT. Největší podíl dokumentů tvořily dopisy, zprávy, noviny a snímky. Po Otletově smrti pokračoval v aktivitách Mundanea Georges Lorphévre.
Podobné myšlenky na vznik světové informační instituce měly již osobnosti jako Bacon, Hartlib, Leibniz nebo Komenský.

## Světové město
Světové město je Otletova utopická vize centralizované metropole, ve které by se nacházely všechny hlavní instituce vyspělého světa. V plánu bylo vystavět budovy jako světové muzeum, univerzita, knihovna, dokumentační a olympijské středisko, kanceláře pro mezinárodní sdružení, budovy pro velvyslanectví států, obytné plochy a parky. Původní geografické umístění bylo plánováno v blízkosti Antverp. Designový koncept města zpracovávali významní architekti tehdejší doby, například Le Corbusier. Projekt by vedl k podpoře a šíření vzdělanosti, míru a mezinárodní spolupráce. V roce 1933 měl projekt dát práci tisícům nezaměstnaných a zlepšit tak situaci v době velké hospodářské krize v Evropě. Nakonec se projekt nerealizoval, protože skupina nezískala dostatečnou finanční podporu. V roce 1934 belgická vláda odmítla projekt zaštítit.
Vize Světového města se přesto naplnila alespoň částečně. V Bruselu se dnes nachází sídlo Evropské unie a velitelství NATO.

## Technologické vize

### Experimenty v knihovnictví
Dokumentalisté oproti knihovníkům měli obecně blíže k technologiím. Experimentovali s prvními prototypy počítačů s děrnými štítky, což jim mělo usnadni práci s dokumenty, především jejich vyhledávání. Knihovní komunita byla tou dobou velmi konzervativní a tvořily ji převážně ženy. Proto knihovníci využití technologií obecně odmítali. Dokonce odmítali do fondu přijmout i některé druhy materiálů. Otlet byl k tomuto přístupu velmi kritický. Tvrdil, že inovace v dokumentačních institucích jsou třeba. Po druhé světové válce byly Otletovy technologické myšlenky odsunuty do pozadí v důsledku zrodu informatiky (computer science), na kterou se velká část vědců, především v USA, začala zaměřovat.

### Mikrofilm
Počátkem 20. století Otlet společně s inženýrem Robertem Goldschmidtem pracovali na způsobu ukládání dat na mikrofilm. V roce 1907 publikovali společně v belgickém časopise Journal des Brevets odborný článek Nová forma knihy – mikrobook – fotografie. V něm popisovali možnost přenosu bibliografie na mikrofilm (později fotografie). Výhodou mikrofilmu byla především jejich stabilita a trvanlivost, byly proto vhodné na ukládání a archivaci dokumentů. Také jejich výroba nebyla finančně náročná a rozmnožování nebylo technicky příliš náročné a bylo rychlé. Jejich práce inspirovala vědce a techniky z celého světa a měla za následek zdokonalování čtecích zařízení a různých druhů filmových kamer a fotoaparátů. Jejich experimenty pokračovaly až do druhé poloviny dvacátých let.

### Hypertext
Systém nelineární struktury textu a propojování více dokumentů mezi sebou, dnes známý jako hypertext, byl v určité rovině užíván již Otletem na počátku dvacátého století. Monografický princip byl prvním prototypem a na hypertextu postaveným informačním systémem, užívaným FID pro zodpovídání informačních dotazů mnoho let před výrobou prvních počítačů. Otlet se zaměřoval pouze na administraci a vnímání potřeb uživatelů je zde nedostatečné, na rozdíl od podoby hypertextu dnes. Podle Raywarda se jednalo o legitimní hypertextový systém, pouze v jiné formě. Kartotéční lístky zde představovaly jednotlivá fakta a systém MDT plnil spojovací a sémantickou funkci. Otlet již ve své době očekával zavedení moderních přístupů k hypetextu systémům hypermédií. Tušil, že bude zapotřebí technologické pracoviště s podporou nových výpočetních zařízení (dnešní počítače) pro automatizovanou podporu na zpracování rostoucího množství dokumentů, které vědci a odborníci v budoucnu sami nezvládnou zpracovat. Až následně tuto ideu zdokonalovali a postupně realizovali Vannevar Bush, Douglas Engelbart, Ted Nelson a Tim Berners-Lee. Poslední jmenovaný postavil na jeho principu fungování dnes celosvětově nejrozšířenější internetové služby World Wide Web (WWW).

### Univerzální encyklopedie
Otlet a jeho spolupracovníci si dali za cíl vytvoření Univerzální encyklopedie, podobné konceptu Leibnize. Stavěli na citační a indexační práci, kterou vykonávali pro FID. Encyklopedie měla být "komplexním systémem pro reprezentaci vědy". Jako jednotlivé stanice pro prohlížení měly posloužit knihovny, které měly vytvořit víceúrovňovou síť. Dílo vzniká v roce 1907 a shromažďuje celou řadu dokumentů v různých formách. Umístěna byla v Mundaneu. Experimentovali také s převodem této encyklopedie na mikrofilm.

### Univerzální katalog
Od roku 1895 pracovali Otlet s La Fontainem na sbírání registračních karet za účelem tvorby Univerzálního bibliografického katalogu. Katalog byl jedním z prvních projektů FID v prvních letech otevření. Myšlenka vznikla na Mezinárodní bibliografické konferenci, konané od 2. do 5. září. Kombinací nových technologií se snažil o dosažení komplexity ve vyhledávání. Všechny dostupné poznatky zařadili do systému. Pomocí pošty mohl uživatel zažádat o potřebou informaci a obratem obdržel kopii příslušných registračních karet. Šlo tedy o jakýsi analogový vyhledávač (Analog Search Engine). Od roku 1912, kdy FID obdržel 1 500 dotazů, byla služba zpoplatněna. Otlet a La Fontaine se snažili službu rozšířit do knihoven po celém světě. Odeslali kopie katalogů do různých světových metropolí, ale setkali se s problémy při jejich rozmnožování a v dopravě. Následujícího roku 1913 obdržel Henri La Fontaine Nobelovu cenu za mír. Veškeré obdržené finanční prostředky investoval do tohoto projektu, kterému se jich nedostávalo. Pro další peněžní dotace cestoval Paul Otlet do USA v roce 1914, ale jeho úsilí zmařil začátek první světové války. Neuspěl a vrátil se zpět do Belgie. Po obsazení Němci se odstěhoval do Paříže a poté krátce žil v různých městech Švýcarska. Konečná sbírka v posledním roce provozu (1934) činila na 15 milionů záznamů.

### Světový mozek a předpověď internetu
Již v roce 1903, dlouho před publikováním stěžejního Traité de Documentation, mluvil Otlet o propojení světových znalostí do velké sítě s využitím technologií. Nazval to "strojem pro zkoumání času a prostoru". Na tuto myšlenku navázali například H. G. Wells (Světový mozek) a Vannevar Bush (Memex). Páteřní sítí pro realizaci měla být FID.
Spojením funkcionality Univerzálního katalogu, principu hypertextu a činnosti FID, přichází Otlet s ideou přístupu ke všem informacím světa z domu. Představoval si velkou univerzální síť se zaměřením na vyhledávání a výměnu dokumentů na národní i mezinárodní úrovni. Předpověděl tak nepřímo vznik internetu. Ve třicátých letech spekuloval nad propojením rozhlasového a televizního vysílání, dokonce i kina, k vytvoření nové formy předávání informací na obrazovkách a prostřednictvím mluveného slova. Chtěl tím rozšířit možnosti dokumentace. Již tehdy Otlet operoval s pojmy jako mnohonásobný odkaz (hyperlink), vyhledávače (search engines), dálkový přístup (remote access), sociální síť (social network), elektronické knihovní katalogy (OPAC). Tyto pojmy samozřejmě byly označovány pod jinými názvy než je tomu dnes. Také předpověděl obdobu dnešních digitálních knihoven a vynalezení technologií, které umožní přenos vůně, chuti a sdílení našich pocitů.
V 80. letech 20. století s rozmachem IT a zrychlujícím se fenoménem globalizace dochází oprášení Otletových vizí. V devadesátých letech vzápětí vzniká WWW.

### Světový kongres dokumentalistiky
Světový kongres dokumentalistiky, organizovaný Jeanem Gerardem, se konal v roce 1937. Účastnilo se ho na 31 zástupců různých vlád a 460 delegátů ze 48 mezinárodních organizací. Mezi účastníky byl tehdy mladý a podnikavý průkopník dokumentalistiky Watson Davis, dále H. G. Wells i Paul Otlet.
Zaměření kongresu šlo dál než k představení nových technických možností. Vyzdviženy byly především technologie, umožňující dokumentalistům efektivnější práci a kvalitnější uchovávání. Mezi programovými body byl mikrofilm a mikrofilmová kamera. Ukládání na mikrofilm se později stalo hlavním technickým prostředkem. Využívala ho většina organizací, pracujících s dokumenty.
Na kongresu vznikla Světová síť pro dokumentalistiku a také Divize dokumentalistiky vědeckých služeb.

## Publikace
Otlet s La Fontainem začali publikovat v roce 1891. Otlet byl autorem nespočtu významných esejí, jejichž hlavním tématem byl sběr a organizace záznamů lidských znalostí. Tyto jeho práce daly vzniknout stěžejním Otletovým dílům. Jeho tvorba byla vydána převážně ve francouzštině a do jiných jazyků (angličtina, ruština, španělština) byla přeložena až koncem 90. let 20. století.
Nejobsáhlejším soupisem Otletovy publikační činnosti je stránka W. Boyd Raywarda: https://web.archive.org/web/20120722014227/http://people.lis.illinois.edu/~wrayward/otlet/otbib.htm

### Vybrané práce
- Sommaire périodique des revues de droit (1891) – Otletovo první publikace o bibliografii
- Les aspects du livre (1906, angl. The Aspects of the Book) – brožura, popisuje budoucí funkcionalitu bezdrátových mobilních telefonů

### Traité de Documentation (1934)
Pojednání o dokumentaci (angl. Treatise on Documentation) představuje stěžejní dílo Otletovy čtyřicetileté práce. Je prvním komplexním dílem o tvorbě a inovacích systémů pro organizaci znalostí a jeho souhrnem úvah o bibliografii. Zahrnuje revoluční vize budoucnosti, tvořené vynálezy pro rozšíření možností dokumentalistiky, například spojení možností telefonu, telegrafu a rádia. Těmi Otlet předvídá vznik audioknih nebo videokonferencí. Tvrdí, že knihy jak je znají, budou nahrazeny a překonány novými formami (substitutes for the book).

### Monde: Essai d'universalisme (1935)
Svět: Esej o univerzalismu (angl. World: Essay on Universalism) popisuje vizi celosvětové informační sítě, která v mnoha ohledech předvídá úsvit WWW o více než padesát let dříve.

## Ovlivnění a inspirace
Paul Otlet byl ve svém životě ovlivněn nejméně třemi osobnostmi. Již od dětství na něj měl vliv Edmond Picard, právník a přítel jeho otce. Ve své práci, především pak při vytváření MDT jako jednoho z jeho nejvýznamnějších počinů, ho ovlivnil Melvil Dewey. Celý jeho život spolupracoval na většině projektů s Henri La Fontainem.
Otletovou prací se inspirovala celá řada významných osobností, například Vannevar Bush, Douglas Engelbart, Suzanne Briet, Ted Nelson, S. R. Ranganathan, Michael Buckland nebo Tim Berners-Lee.[zdroj?]